# Wiel Arets
Wiel Arets (Heerlen, 6 maggio 1955) è un architetto olandese.
Dopo aver aperto uno studio a Heerlen nel 1984, si dedicò all'insegnamento e fu docente a Rotterdam (1986) e alla Columbia University (1991). Nel 1995 divenne inoltre presidente del Berlage Institute fino al 2003.
Tra le opere di Arets si ricordano la biblioteca di Utrecht (1997) e le stazioni poliziarie di Vaals (1993).

## Galleria d'immagini

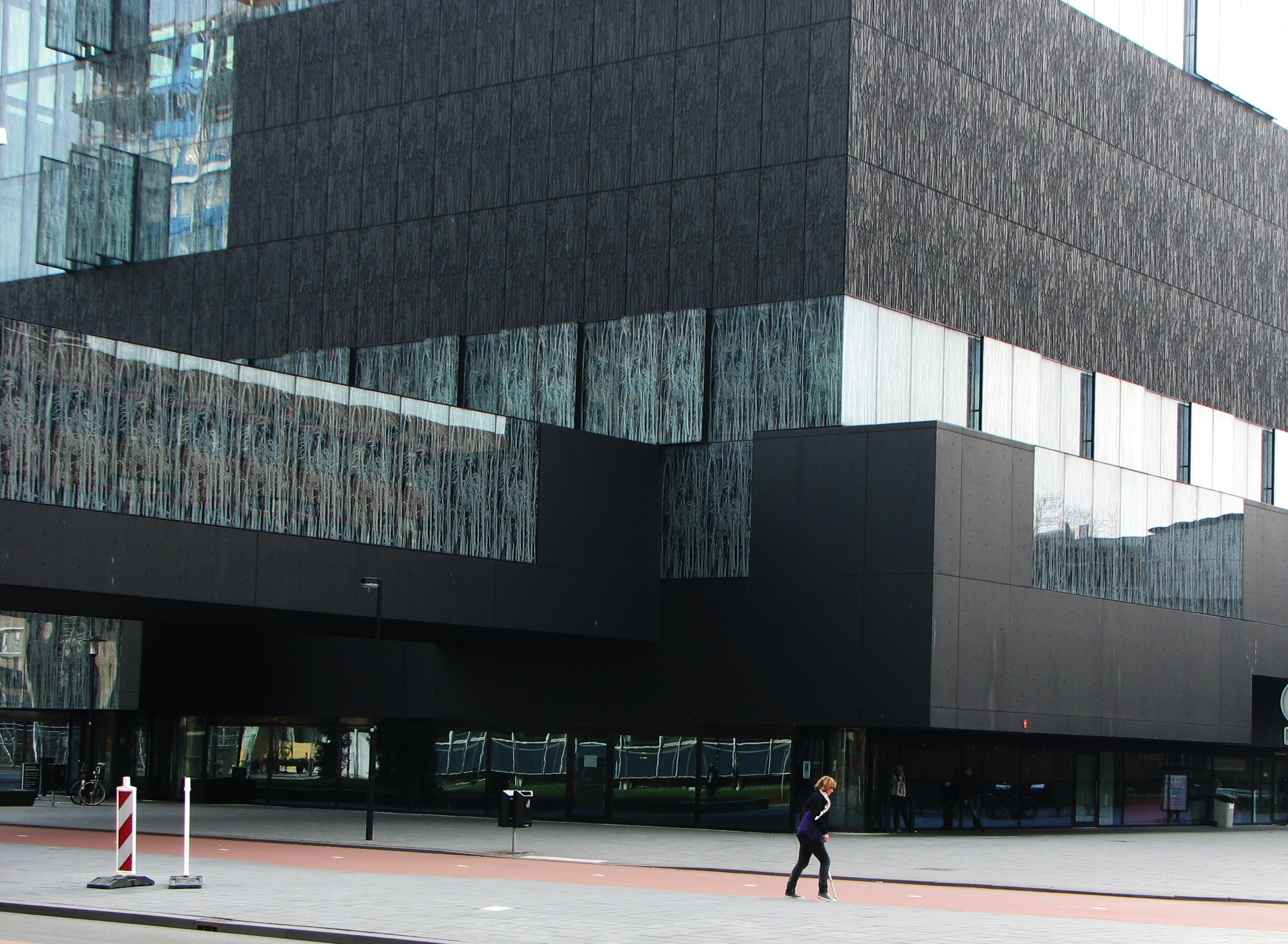
Biblioteca Universitaria di Utrecht
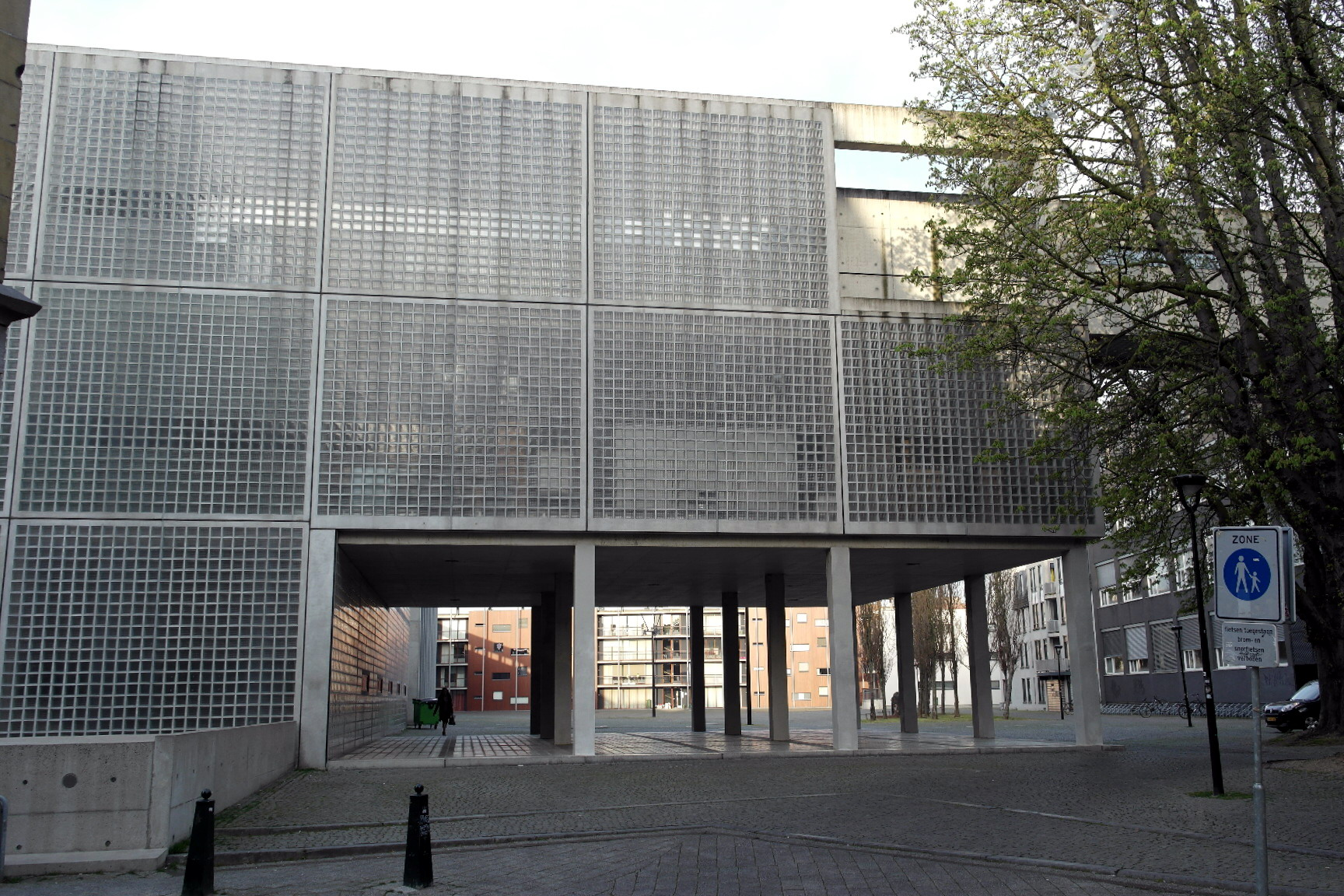
Scuola d'arte di Maastricht

### Monografie
- Massimo Faiferri (a cura di), Wiel Arets. Opere e progetti, Milano, Mondadori Electa, 2003, ISBN 88-370-2101-1
- Matteo Schubert e Francesca Serrazanetti (a cura di), Wiel Arets. Inspiration and Process in Architecture, introduzione di Kenneth Frampton, Milano, Moleskine, 2012, ISBN 978-88-6613-470-1